# Chiến dịch Thập Vạn Đại Sơn
Chiến dịch Thập Vạn Đại Sơn là một chiến dịch quân sự diễn ra trong thời gian từ tháng 6 đến tháng 10 năm 1949 do liên quân Quân Giải phóng Nhân dân Trung Quốc và Quân đội Nhân dân Việt Nam thực hiện tại biên khu Việt – Quế (Quảng Đông – Quảng Tây) chống lại quân của Trung Quốc Quốc dân Đảng. Mục tiêu của chiến dịch là mở rộng vùng kiểm soát tại khu vực dãy núi Thập Vạn Đại Sơn tại 3 huyện Ung Châu, Long Châu và Khâm Châu giáp biên với vùng Đông Bắc Bộ của Việt Nam, tạo điều kiện phát triển lực lượng phối hợp với đại quân của Giải phóng quân Nhân dân Trung Quốc khi đó đang tiến về phía Nam.

## Lực lượng
Lực lượng của Giải phóng quân Nhân dân Trung Quốc gồm 3 tiểu đoàn quân địa phương, do Trần Minh Giang chỉ huy. Lực lượng Quân đội Nhân dân Việt Nam tham gia chiến dịch gồm một số đơn vị thuộc 3 trung đoàn 28, 174, 95, chia làm hai mặt trận: Mặt trận Điền Quế do Nam Long làm Chỉ huy trưởng, Hoàng Bình (Quân giải phóng Trung Quốc) làm Chỉ huy phó, Đỗ Trình làm Chính trị viên; Mặt trận Long Châu do Thanh Phong làm Tư lệnh, Chu Huy Mân và Long Xuyên làm Phó Tư lệnh, Trần Minh Giang làm Chính trị viên. Lực lượng Quốc dân Đảng Trung Quốc gồm 5 trung đoàn, không rõ chỉ huy.
Lực lượng Việt Minh tham gia liên quân là theo đề nghị của phía Trung Quốc. Năm 1949, theo đề nghị của đại diện Đảng Cộng sản Trung Quốc, Tư lệnh Biên khu Việt – Quế (Quảng Đông – Quảng Tây), Chủ tịch Hồ Chí Minh và Bộ Tổng tư lệnh Quân đội Nhân dân Việt Nam phái một lực lượng vũ trang sang giúp Trung Quốc "xây dựng một khu giải phóng ở vùng Ung–Long – Khâm liền với biên giới Đông Bắc ta, thông ra bể, tạo điều kiện khuếch trương lực lượng, đón Đại quân Nam Hạ" (Mệnh lệnh của Bộ Tổng tư lệnh Quân đội nhân dân Việt Nam, ngày 23-4-1949).

## Diễn biến
Chiến dịch có hai hướng: Khâm Châu và Long Châu.
Trên hướng Long Châu, Quân đội Nhân dân Việt Nam đánh chiếm Bằng Tường, Thủy Khẩu (ngày 12 tháng 6), Hạ Đống (ngày 13 tháng 6). Ngày 18 tháng 6, diệt viện binh Quốc dân Đảng từ Long Châu xuống và tiến đánh Ninh Minh.
Trên hướng Khâm Châu, trong thời gian từ ngày 3 đến ngày 9 tháng 7, liên quân Trung – Việt đánh thị trấn Trúc Sơn (trên đường Đông Hưng – Phòng Thành) nhưng không thành. Ngày 25 tháng 7, liên quân Trung – Việt chuyển sang tấn công quân Quốc dân Đảng tại Voòng Chúc, Mào Lêng, rồi tiến sát Phòng Thành. Quân Quốc dân Đảng phải rút khỏi các đồn bốt nhỏ, tập trung về các thị trấn Long Châu, Nà Lương, Phòng Thành, Đông Hưng.
Chiến dịch kết thúc vào tháng 10 khi cánh quân từ phía bắc của Quân Giải phóng Trung Quốc đánh chiếm Nam Ninh. Đến đây, liên quân Trung – Việt đã chiếm được 10 trên 12 vị trí thuộc 3 huyện Long Châu, Khâm Châu, Phòng Thành, mở rộng vùng kiểm soát, tạo điều kiện thuận lợi cho Quân Giải phóng Nhân dân Trung Quốc đánh chiếm biên khu Việt – Quế.

## Tưởng niệm

### Đài tưởng niệm và nghĩa trang liệt sĩ Việt-Trung tại Đông Hưng
Để ghi công và tưởng nhớ các chiến binh đã tử trận trong chiến dịch Thập Vạn Đại Sơn, tại thị trấn Đông Hưng (Trung Quốc) có một đài liệt sĩ trên khắc song song hai hàng chữ Việt – Hán: "Đài kỷ niệm liệt sĩ cách mạng nhân dân Việt – Trung". Trên bệ có khắc một bia bằng tiếng Việt "Nhân dân Việt Nam đời đời nhớ ơn các chiến sĩ đã hy sinh vì sự nghiệp giải phóng dân tộc và tình hữu nghị giữa các dân tộc. 1956, Đảng Lao động và Mặt trận Tổ quốc, Ủy ban hành chính huyện Hải Ninh".
Hài cốt của các tử sĩ Việt Nam và Trung Quốc được quy tập và mai táng dưới chân đài.

### Nghĩa trang liệt sĩ Trung-Việt tại Thủy Khẩu
Trong chiến dịch, tại Thủy Khẩu (thị trấn cửa khẩu thuộc huyện Long Châu, Trung Quốc, đối diện cửa khẩu Tà Lùng, Cao Bằng, Việt Nam) có một trận đánh kéo dài 2 ngày đêm của liên quân Trung – Việt chống lại 6 trung đoàn quân Quốc dân Đảng, trong số những người tử trận có Chủ tịch huyện Long Tân Ngu Khắc Hàn và 22 chiến sĩ Việt Nam.
Để tưởng nhớ liệt sĩ của hai nước, các hài cốt đã an táng tại Khiếu Lâm, La Hồi, và Hạ Đông được cải táng về Thủy Khẩu, lấy tên là "Nghĩa trang Liệt sĩ Trung Việt tại Thủy Khẩu Long Châu" (龙州水口中越烈士陵园 – Long Châu Thủy Khẩu Trung Việt Liệt sĩ Lăng Viên). Đây là một trong các địa điểm du lịch của Long Châu.